# アイノコトバ (漫画)
『アイノコトバ』は、杉山美和子による日本の漫画作品。『ChuChu』（小学館）にて2007年1月号から同年3月号にかけて連載された。

## あらすじ
小説家を目指す小坂ひとみは、あこがれの存在である村崎猛のいる高校へ。ひとみはさっそく文芸部へ向かうが、そこで待っていたのは想像とは全く違う村崎の姿であった。そして、ひとみは彼に振り回されることになる。

## 登場人物
小坂 ひとみ（こさか ひとみ）
小説家を目指して、村崎と同じ高校に進学するも、村崎に振り回されてしまう。
村崎 猛（むらさき たける）
人気恋愛小説家。だが、それとは裏腹に実はとてもサディスティックである。

## 書誌情報
- 杉山美和子『アイノコトバ』小学館〈ちゅちゅコミックス〉2007年5月31日初版発行[1]、ISBN 978-4-09-131115-3
  - 読みきり作品「ハレルヤ！特攻マリア」「P.S.ゴーストより」を併録。